# Oreste Pinto
Oreste Pinto (Amsterdam, 9 oktober 1889 – Londen, 18 september 1961) was een officier van de Nederlandse Veiligheidsdienst. Tijdens de Tweede Wereldoorlog was hij betrokken bij de contra-spionage en verantwoordelijk voor de ontmaskering van diverse spionnen. 

## Jeugd
Pinto werd in 1889 geboren als nakomertje in het joods gezin van Louis Pinto (commissionair) en Annette Abigael Rozenboom. Zijn vader, Louis Pinto, was commissionair, en had een goed inkomen. Oreste Pinto doorliep de HBS en vervulde vervolgens zijn dienstplicht bij het 7e Regiment Infanterie. Vervolgens studeerde hij letteren aan de Sorbonne Universiteit in Parijs. Pinto had een grote aanleg voor talen. Naast Nederlands sprak hij volgens eigen zeggen vloeiend, Engels, Frans en Duits, en kon hij zich redden in het Spaans, Portugees, Deens, Zweeds, Noors, Roemeens en Swahili.

## Deuxième Bureau
Volgens zijn eigen autobiografische aantekeningen werd Pinto voor de Eerste Wereldoorlog gerekruteerd door het Deuxième Bureau, de toenmalige Franse geheime dienst. In diezelfde tijd leerde hij in Amsterdam Anne Brookes kennen, een Britse onderwijzeres. Pinto huwde haar in mei 1914 en verhuisde naar Londen. Ze kregen een zoon. Tijdens de Eerste Wereldoorlog werd hij door het Deuxième Bureau weer ingezet als spion, met Nederland als thuisbasis. Hij spioneerde in Duitsland tot hij in 1915 plotseling uit dit land moest wegvluchten. Zijn talenkennis kwam van pas bij zijn aanstelling bij de Sûreté de Territoire waar hij de rest van de oorlog vluchtelingen en deserteurs ondervroeg bij de Somme-linie.

## Interbellum
Na de Eerste Wereldoorlog leidde Pinto een vertaalbureau en was hij directeur van een aantal handelsbedrijven. In de jaren voor de Tweede Wereldoorlog werd Pinto benaderd door MI-5, de Britse contraspionage. Hij trad niet officieel in dienst, omdat hij dan zijn Nederlanderschap zou verliezen, maar werd een soort freelancer. Na de Duitse inval in Polen in 1939 leidde Pinto een opvangcentrum voor vluchtelingen van MI5 in Norwood. Weer moest hij potentiële spionnen ontmaskeren. In april 1941 werd hij benoemd tot chef-Nederland bij de Royal Victoria Patriotic School. Hier concentreerden MI5 en MI19 de binnengekomen vluchtelingen uit het bezette Europa. Pinto ondervroeg Nederlandse Engelandvaarders en probeerde er achter te komen wie van hen een door de Duitsers gezonden spion was. In september 1942 nam hij ontslag en ging werken voor de Politie Buitendienst (PBD), een Nederlandse veiligheidsdienst te Londen, ressorterend onder het Nederlandse departement van Justitie.

## Spycatcher
In zijn na de oorlog verschenen boek Spycatcher (1952) beschrijft hij hoe hij zeker acht spionnen ontmaskerde. Ook was Pinto zijdelings betrokken bij de controle van agenten die door de Special Operations Executive (SOE) naar Nederland werden gestuurd. Hij stond versteld over de slechte voorbereiding en oefende grote kritiek uit op de mensen die de agenten het veld instuurden. Zo waren sommige agenten gehuld in kleding waar de Britse merkjes nog in zaten. Helaas bleek later dat Pinto gelijk had. De Duitse Abwehr arresteerde vrijwel alle agenten die door de SOE boven Nederland gedropt werden.
In september 1944 werd Pinto majoor en hoofd van de Nederlandse contraspionageafdeling bij het geallieerde opperbevel (SHAEF) in België. In die functie werd hij belast met het verhoor van personen die door de Duitse linies waren gekomen. Pinto ontmaskerde de dubbelagent Christiaan Lindemans, beter bekend als "King Kong". Hij hield later vol dat Lindemans het plan voor Operatie Market Garden had verraden, maar dit is nooit bewezen.
Eind december 1944 liep Pinto een ernstige bronchitis op en werd naar Londen teruggestuurd. In maart 1945 was hij weer hersteld en keerde hij terug bij de Politiebuitendienst, die inmiddels was omgedoopt tot Sectie IIIA van het Militair Gezag. 

## Naoorlogse jaren
Na de bevrijding trad Pinto in dienst van het Bureau Nationale Veiligheid (BNV), waar hij het personeel trainde en zich bezighield met enkele spionagegevallen. Na een aantal beschuldigingen die tegen hem werden ingebracht verliet hij het BNV in oktober 1945. Pinto zou in een aantal gevallen ten onrechte verklaringen van politieke betrouwbaarheid hebben afgegeven. Desondanks werd hij bevorderd tot luitenant-kolonel, en per 1 februari 1946 aangesteld als hoofd van de afdeling recherche bij het Commissariaat-Generaal voor de Nederlandse Economische Belangen in Duitsland. Hier diende hij weggevoerde goederen op te sporen en frauduleuze handelingen door het personeel te onderzoeken. Opnieuw werd hij beschuldigd, ditmaal van het smokkelen van kostbaarheden naar Nederland. Begin 1948 werd hij ontslagen. 
Pinto vestigde zich weer in Londen en schreef in de jaren vijftig twee boeken over zijn verleden als 'contra-spion'. Deze werden gemengd ontvangen. Veel oud-collega’s vonden dat Pinto wel heel veel eer voor zich zelf opeiste, ook voor zaken waar hij nauwelijks mee te maken had gehad. Het publiek smulde echter van de verhalen, die door de BBC met groot succes werden omgezet in hoorspelen en televisieseries.
Enkele weken voor zijn 72e verjaardag overleed Pinto aan de gevolgen van chronische bronchitis.

## Televisie
In het seizoen 1959-1961 zond de BBC de televisieserie Spycatcher uit. De Britse acteur Bernard Archard speelde de rol van Pinto. In 1962-1963 werd in Nederland een bewerking van deze serie uitgezonden onder de titel De Fuik, met Frits Butzelaar in de rol van Pinto.

## Trivia
- Generaal Eisenhower, het hoofd van SHAEF, zou Pinto "de grootste levende autoriteit op het gebied van veiligheid" hebben genoemd.[2]